# Lisów (województwo lubuskie)
Lisów (niem. Leissow, od 1938 Leißow) – wieś sołecka w Polsce, położona w województwie lubuskim, w powiecie słubickim, w gminie Słubice, położona w pobliżu drogi krajowej nr 31 Słubice – Szczecin.

## Opis
Od 1873 do 1945 r. wieś wchodziła w skład powiatu Weststernberg w rejencji frankfurckiej pruskiej prowincji Brandenburgia.
W latach 1975–1998 miejscowość administracyjnie należała do województwa gorzowskiego.

## Przynależność polityczno-administracyjna
Przynależność polityczno-administracyjna (podkreślenie – następująca zmiana):
- Przed 1120: przynależność sporna z powodu braku zachowanych źródeł pisanych
- 1120-1138: Państwo Piastów, ziemia lubuska (przynależność bezpośrednia, bez zwierzchności lennej)
- 1138-1146: Księstwo śląskie, ziemia lubuska jako dzielnica Władysława II Wygnańca
- 1146-1163: Księstwo śląskie, ziemia lubuska jako dzielnica Bolesława IV Kędzierzawego
- 1163-1201: Księstwo śląskie, ziemia lubuska jako dzielnica Bolesława I Wysokiego
- 1201-1206: Księstwo śląskie Henryka I Brodatego, ziemia lubuska
- 1206-1209: Księstwo wielkopolskie Władysława III Laskonogiego, ziemia lubuska
- 1209-1210: Marchia Dolnołużycka Konrada II Wettyna
- 1211-1218: Księstwo śląskie Henryka I Brodatego, ziemia lubuska
- 1218-1225: Księstwo wielkopolskie Władysława III Laskonogiego, ziemia lubuska
- 1225-1230: Święte Cesarstwo Rzymskie, Marchia Brandenburska
- 1230-1238: Księstwo śląskie Henryka I Brodatego, ziemia lubuska
- 1239-1241: Księstwo śląskie Henryka II Pobożnego, ziemia lubuska
- 1241-1242: Księstwo lubuskie (wydzielone z księstwa śląskiego), pod rządami Mieszka Lubuskiego
- 1243-1248: Księstwo śląskie, ziemia lubuska jako dzielnica Bolesława II Rogatki
- 1250-1252: Ziemia lubuska jako kondominium margrabiego Brandenburgii Ottona III i arcybiskupa magdeburskiego Wilbranda von Käfernburga
- 1252-1373: Święte Cesarstwo Rzymskie, Marchia Brandenburska (dyn. Askańczyków i Wittelsbachów), prowincja Nowa Marchia, wieś Leissow
- 1373-1415: Święte Cesarstwo Rzymskie, Królestwo Czech (dyn. Luksemburczyków), Marchia Brandenburska, prowincja Nowa Marchia, wieś Leissow
- 1415-1618: Święte Cesarstwo Rzymskie, Marchia Brandenburska (dyn. Hohenzollernów), prowincja Nowa Marchia, wieś Leissow
- 1618-1701: Święte Cesarstwo Rzymskie, Brandenburgia-Prusy (dyn. Hohenzollernów), Marchia Brandenburska, prowincja Nowa Marchia, wieś Leissow
- 1701-1806: Święte Cesarstwo Rzymskie, Królestwo Prus (dyn. Hohenzollernów), prowincja Nowa Marchia, wieś Leissow
- 1806-1815: Królestwo Prus (dyn. Hohenzollernów), prowincja Nowa Marchia, wieś Leissow
- 1815–1866: Związek Niemiecki, Królestwo Prus (dyn. Hohenzollernów), prowincja Brandenburgia, rejencja frankfurcka, Nowa Marchia, wieś Leissow
- 1866-1867: Królestwo Prus (dyn. Hohenzollernów), prowincja Brandenburgia, rejencja frankfurcka, Nowa Marchia, wieś Leissow
- 1867–1871: Związek Północnoniemiecki, Królestwo Prus (dyn. Hohenzollernów), prowincja Brandenburgia, rejencja frankfurcka, Nowa Marchia, wieś Leissow
- 1871–1918: Cesarstwo Niemieckie (II Rzesza Niemiecka), Królestwo Prus, prowincja Brandenburgia, rejencja frankfurcka, Nowa Marchia, wieś Leissow
- 1919–1933: Republika Weimarska, kraj związkowy Prusy, prowincja Brandenburgia, rejencja frankfurcka, Nowa Marchia, wieś Leissow
- 1933–1945: III Rzesza Niemiecka, Marchia Brandenburska, rejencja frankfurcka, Nowa Marchia, wieś Leissow
- 1945: Rzeczpospolita Polska, Ziemie Odzyskane, okręg Pomorze Zachodnie, wieś Lisów
- 1945–1946: Rzeczpospolita Polska, województwo poznańskie, powiat rypiński, wieś Lisów
- 1946: Rzeczpospolita Polska, województwo poznańskie, powiat rzepiński, wieś Lisów
- 1946–1950: Rzeczpospolita Polska, województwo poznańskie, powiat rzepiński, gmina Słubice, wieś Lisów
- 1950-1952: Rzeczpospolita Polska, województwo zielonogórskie, powiat rzepiński, gmina Słubice, wieś Lisów
- 1952–1954: Polska Rzeczpospolita Ludowa, województwo zielonogórskie, powiat rzepiński, gmina Słubice, wieś Lisów
- 1954–1957: Polska Rzeczpospolita Ludowa, województwo zielonogórskie, powiat rzepiński, gromada Kunowice, wieś Lisów
- 1958: Polska Rzeczpospolita Ludowa, województwo zielonogórskie, powiat rzepiński, gromada Słubice, wieś Lisów
- 1959–1972: Polska Rzeczpospolita Ludowa, województwo zielonogórskie, powiat słubicki, gromada Słubice, wieś Lisów
- 1973–1975: Polska Rzeczpospolita Ludowa, województwo zielonogórskie, powiat słubicki, gmina Słubice, wieś Lisów
- 1975–1989: Polska Rzeczpospolita Ludowa, województwo gorzowskie, gmina Słubice, wieś Lisów
- 1989–1998: Rzeczpospolita Polska, województwo gorzowskie, gmina Słubice, wieś Lisów
- 1999–teraz: Rzeczpospolita Polska, województwo lubuskie, powiat słubicki, gmina Słubice, wieś Lisów

## Zabytki
Do wojewódzkiego rejestru zabytków wpisane są:
- kościół ewangelicki, obecnie rzymskokatolicki pod wezwaniem Najświętszego Serca Pana Jezusa z XV/XVI w., z XIX w. (nr rej. KOK-I-998 z 9 marca 1964 r. i 188 z 3 listopada 1976 r.)[5]
- dom mieszkalny, podcieniowy nr 22, szachulcowy, pochodzący z XVIII/XIX w. (w 2013  r. przeniesiony do skansenu w Ochli koło Zielonej Góry).